# Passage des arts
Ne doit pas être confondu avec Passage des Arts.
Passage des arts est une émission de télévision diffusée sur France 5 à partir de 2019, consacrée à l’actualité de la culture. Elle reprend le concept de l'émission Entrée libre diffusée de 2011 à 2019 sur la même chaîne.
Lors de la création de la chaîne télévisée Culturebox, cette émission est rediffusée tous les jours du lundi au vendredi à 8 h 45 sur cette chaîne consacrée à la culture.

## Présentation
Claire Chazal présente l'émission du lundi au vendredi à 20h20 avec un invité issu du monde du spectacle. Le samedi vers 22h20 est diffusé un documentaire.